# Alexandr Stěpanov (lední hokejista)
Alexandr Alexandrovič Stěpanov (rusky: Александр Александрович Степанов; * 26. dubna 1979 Moskva) je ruský hokejový útočník, dvojnásobný vítěz kontinentální hokejové ligy za tým Ak Bars Kazaň.